# ۱۰۹۹ (خورشیدی)
۱۰۹۹ هزار و نود و نهمین سال هجری خورشیدی است.